# Filago lutescens
Filago lutescens — вид квіткових рослин з родини айстрових (Asteraceae). Поширений у Європі (Албанія, Австрія, Бельгія, Болгарія, Чехія, Словаччина, Данія, Франція (у т. ч. Корсика), Німеччина, Велика Британія, Угорщина, Італія (у т. ч. Сардинія, Сицилія), Нідерланди, Люксембург, Польща, Португалія, Румунія, Іспанія, Швеція, Швейцарія, Хорватія, Боснія та Герцеговина) та Марокко.

## Середовище
Росте по краях доріг і полів, на перелогах, насипах, пасовищах і в світлих соснових лісах. Відшукує місця з некорпорованою рослинністю на бідних гумусом ґрунтах

## Біоморфологічна характеристика
Це трав'яниста однорічна рослина, жовтувато-запушена. Стебло 5–30 см заввишки, пряме, часто з кількома висхідними гілками біля основи. Листки від зворотноланцетних до видовжено-ланцетних, сидячі зі звуженою основою, зазвичай жовтувато-сіро-запушені, іноді голі. Клубочки з (4)10–25 головами. Середні приквітки з пурпуровим кінчиком остюка, посередині рясно запушені. Сім'янки завдовжки 0–0.8 мм, з пушком близько 3 мм. Цвіте з червня по вересень. 2n=28.